# Верёвочкин, Николай Николаевич
Николай Николаевич Верёвочкин (род. 17 июля 1949, с.Марьевка, Северо-Казахстанская область, Казахская ССР) — прозаик, писатель, карикатурист, журналист. Лауреат литературной премии «Русская премия» (2005). Финалист литературной премии “Ясная Поляна” (2007).

## Биография
Родился 17 июля 1949 года в селе Марьевка Северо-Казахстанской области.
Проходил обучение и успешно окончил Казахский государственный университет. Осуществлял журналистскую деятельность в казахстанских и российских печатных СМИ. Длительное время проработал в районной газете «Новатор». Его произведения печатались в журналах «Нива», «Дружба народов», «Простор», «Книголюб», «Мусагет», «Наша улица».
В 1992 году в «Ниве» была размещена авторская повесть Николая Верёвкина «Грибной дождь в Новостаровке», в 1993 году в «Просторе» вышел в свет «Жертвенный осёл». С того периода, в этих журналах, было опубликовано около двух десятков повестей. В свет вышли три его книги: «Древоград», «Страна без негодяев», «Белая дыра». Сказка «Нарисуй мне золотое сердце» и рассказ «Лешка» из книги «Древоград» по решению министерства просвещения были размещены в хрестоматии «Русская словесность» для 5-го класса казахстанских школ.
Верёвкин являлся лауреатом конкурсов Сороса в номинациях «современная пьеса» («Ковчег-транзит, или Время строить лодку») и «современный роман» («Зуб мамонта»).
В 2006 году его повесть «Человек без имени» стала лауреатом «Русской премии». Также это произведение вошло в длинный список «Национального бестселлера за 2007 год». В дальнейшем были изданы четыре книги прозы. В 2007 году стал финалистом литературной премии «Ясная Поляна». Автор «ненаучной фантастики»: «Белая дыра», «Городской леший…» и другие.
Постоянно проживает в Алма-Ате.

## Награды и премии
- 2005 — лауреат литературной премии «Русская премия», за повесть «Человек без имени».
- 2007 — длинный список литературной премии «Национальный бестселлер».
- 2007 — финалист литературной премии «Ясная Поляна».